# Coccophagus oculatipennis
Coccophagus oculatipennis är en stekelart som först beskrevs av Girault 1916.  Coccophagus oculatipennis ingår i släktet Coccophagus och familjen växtlussteklar. Inga underarter finns listade i Catalogue of Life.